# Élections législatives de 2012 en Charente
Les élections législatives françaises de 2012 se déroulent les 10 et 17 juin 2012. Dans le département de la Charente, trois députés sont à élire dans le cadre de trois circonscriptions, soit une de moins par rapport à la législature précédente.

## Élus
| Circonscription | Député sortant      | Parti | Parti | Groupe | Député élu ou réélu | Parti          | Parti          | Groupe         |
| --------------- | ------------------- | ----- | ----- | ------ | ------------------- | -------------- | -------------- | -------------- |
| 1re             | Jean-Claude Viollet |       | PS    | SRC    | Martine Pinville    |                | PS             | SRC            |
| 2e              | Marie-Line Reynaud  |       | PS    | SRC    | Marie-Line Reynaud  |                | PS             | SRC            |
| 3e              | Jérôme Lambert      |       | PS    | SRC    | Jérôme Lambert      |                | PS             | SRC            |
| 4e              | Martine Pinville    |       | PS    | SRC    | Siège supprimé      | Siège supprimé | Siège supprimé | Siège supprimé |

## Impact du redécoupage territorial
La disparition de la 4e circonscription peut être vue comme une fusion avec la 1re, avec redistribution de cantons dans les deux autres : la 2e reçoit ainsi les cantons d'Aubeterre-sur-Dronne, Blanzac-Porcheresse, Chalais, Montmoreau-Saint-Cybard et de Villebois-Lavalette, tous en provenance de l'ancienne 1re, comme le Montbron qui part en 3e en compagnie des cantons de La Rochefoucauld et de Montenbœuf qui étaient en 4e.

## Positionnement des partis
- L'accord PS-EELV n'est pas effectif dans le département. La perte d'une circonscription et le retrait de Jean-Claude Viollet permet au PS de réinvestir ses trois députés sortants et respecter la parité en présentant deux femmes et un homme, tous sortants[1].
- Du fait de l'absence d'accord PS-EELV, EELV présente des candidats sur les trois circonscriptions charentaises et respecte la parité en investissant deux femmes et un homme[2].
- Le Front de gauche se présente sur l'ensemble du département de la Charente, deux de ses candidats sont issus du PCF, le dernier étant adhérent du PG.
- En raison de son statut militaire lui interdisant d'adhérer à aucun parti politique, un seul candidat a été classé "AUTRE" (courants divers et catégoriels) par la préfecture de Charente.

## Résultats

### Résultats à l'échelle du département
| Parti          | Parti                             | Premier tour | Premier tour | Second tour | Second tour | Sièges |
| Parti          | Parti                             | Voix         | %            | Voix        | %           | Sièges |
| -------------- | --------------------------------- | ------------ | ------------ | ----------- | ----------- | ------ |
|                | Parti socialiste                  | 73 157       | 49,19        | 26 733      | 57,08       | 3      |
|                | Europe Écologie Les Verts         | 4 618        | 3,11         |             |             | 0      |
|                | Majorité présidentielle           | 77 775       | 52,30        | 26 733      | 57,08       | 3      |
|                |                                   |              |              |             |             |        |
|                | Union pour un mouvement populaire | 23 083       | 15,52        | 20 099      | 42,92       | 0      |
|                | Parti radical                     | 12 458       | 8,38         |             |             | 0      |
|                | Divers droite dont DLR et PCD     | 4 531        | 3,05         | 0           |             |        |
|                | Nouveau centre                    | 257          | 0,17         | 0           |             |        |
|                | Droite parlementaire              | 40 329       | 27,12        | 20 099      | 42,92       | 0      |
|                |                                   |              |              |             |             |        |
|                | Front national                    | 16 590       | 11,16        |             |             | 0      |
|                | Front de gauche                   | 8 416        | 5,66         | 0           |             |        |
|                | Mouvement démocrate               | 3 331        | 2,24         | 0           |             |        |
|                | Extrême gauche dont LO et NPA     | 1 047        | 0,70         | 0           |             |        |
|                | Divers                            | 799          | 0,54         | 0           |             |        |
|                | Divers écologiste dont AÉI        | 434          | 0,29         | 0           |             |        |
|                |                                   |              |              |             |             |        |
| Inscrits       | Inscrits                          | 261 027      | 100,00       | 84 796      | 100,00      | 3      |
| Abstentions    | Abstentions                       | 109 572      | 41,98        | 36 489      | 43,03       |        |
| Votants        | Votants                           | 151 455      | 58,02        | 48 307      | 56,97       |        |
| Blancs et nuls | Blancs et nuls                    | 2 734        | 1,81         | 1 475       | 3,05        |        |
| Exprimés       | Exprimés                          | 148 721      | 98,19        | 46 832      | 96,95       |        |

### Résultats par circonscription

#### Première circonscription (Angoulême)
|                | Martine Pinville sortante réélue | PS                  | 23 009 | 50,08  |  |  |  |
|                | Élise Vouvet                     | UMP                 | 9 964  | 21,69  |  |  |  |
|                | Marie-Christine Cardoso          | RBM (FN)            | 4 757  | 10,35  |  |  |  |
|                | Marie-Hélène Boutet de Monvel    | FG (PCF)            | 2 763  | 6,01   |  |  |  |
|                | Vincent You                      | PCD                 | 2 017  | 4,39   |  |  |  |
|                | Cyril Tardat                     | EÉLV                | 1 708  | 3,72   |  |  |  |
|                | Dominique de Lorgeril            | Divers              | 546    | 1,19   |  |  |  |
|                | Michel Deboeuf                   | NPA                 | 304    | 0,66   |  |  |  |
|                | Catherine Tarrius                | NC                  | 257    | 0,56   |  |  |  |
|                | Alain Chailloux                  | CNIP (MPF)          | 254    | 0,55   |  |  |  |
|                | Jean-Pierre Courtois             | LO                  | 200    | 0,44   |  |  |  |
|                | Danièle Duclaud                  | AR                  | 96     | 0,21   |  |  |  |
|                | Jean-Carlo Sitzia-Le Blond       | Divers droite (DLR) | 68     | 0,15   |  |  |  |
|                |                                  |                     |        |        |  |  |  |
| Inscrits       | Inscrits                         | Inscrits            | 84 304 | 100,00 |  |  |  |
| Abstentions    | Abstentions                      | Abstentions         | 37 685 | 44,7   |  |  |  |
| Votants        | Votants                          | Votants             | 46 619 | 55,3   |  |  |  |
| Blancs et nuls | Blancs et nuls                   | Blancs et nuls      | 676    | 1,45   |  |  |  |
| Exprimés       | Exprimés                         | Exprimés            | 45 943 | 98,55  |  |  |  |

#### Deuxième  circonscription (Cognac)
| Candidat       | Candidat                           | Parti          | Premier tour | Premier tour | Second tour | Second tour |  |
| Candidat       | Candidat                           | Parti          | Voix         | %            | Voix        | %           |  |
| -------------- | ---------------------------------- | -------------- | ------------ | ------------ | ----------- | ----------- |  |
|                | Marie-Line Reynaud sortante réélue | PS             | 20 442       | 42,58        | 26 733      | 57,08       |  |
|                | Daniel Sauvaitre                   | UMP            | 13 119       | 27,32        | 20 099      | 42,92       |  |
|                | Christophe Gillet                  | RBM (FN)       | 5 405        | 11,26        |             |             |  |
|                | Jérôme Sourisseau                  | CpF (MoDem)    | 3 331        | 6,94         |             |             |  |
|                | Sylvie Mamet                       | FG (PG)        | 2 354        | 4,90         |             |             |  |
|                | Françoise Garandeau                | EÉLV           | 1 472        | 3,07         |             |             |  |
|                | Brigitte Miet                      | RS             | 728          | 1,52         |             |             |  |
|                | Martine L'Huillier                 | DLR            | 309          | 0,64         |             |             |  |
|                | Elisabeth Tomasini                 | MPF            | 285          | 0,59         |             |             |  |
|                | Marion Maltor                      | Pirate         | 253          | 0,53         |             |             |  |
|                | Gwenaëlle Gamine                   | LO             | 231          | 0,48         |             |             |  |
|                | Jocelyne Hanrio                    | PRV            | 85           | 0,18         |             |             |  |
|                |                                    |                |              |              |             |             |  |
| Inscrits       | Inscrits                           | Inscrits       | 84 854       | 100,00       | 84 796      | 100,00      |  |
| Abstentions    | Abstentions                        | Abstentions    | 35 939       | 42,35        | 36 489      | 43,03       |  |
| Votants        | Votants                            | Votants        | 48 915       | 57,65        | 48 307      | 56,97       |  |
| Blancs et nuls | Blancs et nuls                     | Blancs et nuls | 901          | 1,84         | 1 475       | 3,05        |  |
| Exprimés       | Exprimés                           | Exprimés       | 48 014       | 98,16        | 46 832      | 96,95       |  |

#### Troisième circonscription (Confolens)
|                | Jérôme Lambert sortant réélu | PS                       | 29 706 | 54,24  |  |  |  |
|                | Jean-Marc de Lustrac         | PRV (UMP, MoDem)         | 12 373 | 22,59  |  |  |  |
|                | Jean-Pierre Thromas          | RBM (FN)                 | 6 428  | 11,74  |  |  |  |
|                | Sylvain Minbiolle            | FG (PCF) (Divers gauche) | 3 299  | 6,02   |  |  |  |
|                | Claire Mariot-Durant         | EÉLV                     | 1 438  | 2,63   |  |  |  |
|                | Olivier Gallet               | MPF                      | 774    | 1,41   |  |  |  |
|                | François Monrousseau         | AÉI                      | 434    | 0,79   |  |  |  |
|                | Anne Mainguy                 | LO                       | 312    | 0,57   |  |  |  |
|                |                              |                          |        |        |  |  |  |
| Inscrits       | Inscrits                     | Inscrits                 | 91 869 | 100,00 |  |  |  |
| Abstentions    | Abstentions                  | Abstentions              | 35 948 | 39,13  |  |  |  |
| Votants        | Votants                      | Votants                  | 55 921 | 60,87  |  |  |  |
| Blancs et nuls | Blancs et nuls               | Blancs et nuls           | 1 157  | 2,07   |  |  |  |
| Exprimés       | Exprimés                     | Exprimés                 | 54 764 | 97,93  |  |  |  |